# Canal navegable

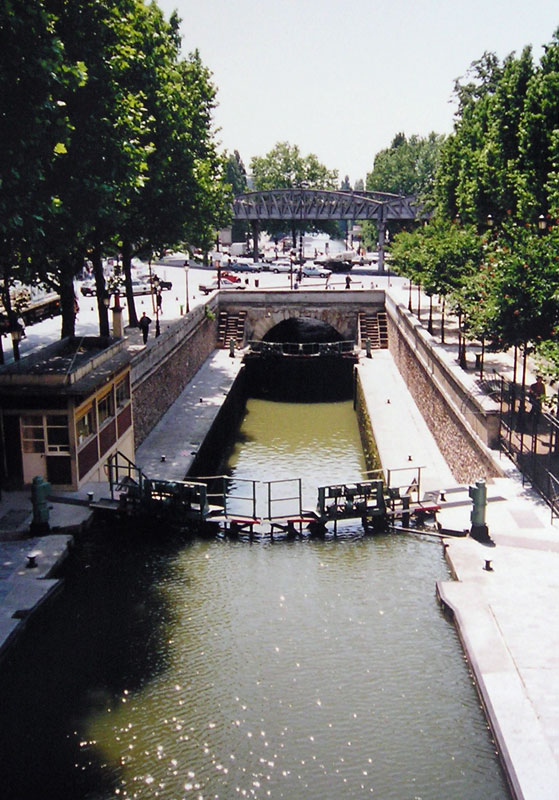
Resclosa del canal Saint-Martin

Un canal navegable és una via d'aigua creada de forma artificial per tal de facilitar el transport de persones i mercaderies normalment entre masses d'aigua ja existents, com llacs, rius o oceans i mitjançant diferents tipus d'embarcacions.
Es pot tractar d'una estructura completament artificial, o d'un riu canalitzat al llarg de part o la totalitat del seu curs. En aquest últim cas, fent ús de la tècnica, es modifiquen les característiques geomètriques i hidràuliques del curs d'aigua, mitjançant neteges, excavacions, rectificacions o engrandiments. La canalització dels grans rius (Rin, Roine) ha estat acompanyada pel rebliment de meandres. Generalment s'ha tractat de traçar un curs rectilini dels canals, per tal de facilitar la navegació, a expenses de la natura i la riquesa ecològica i funcional de les zones humides preexistents.
Els canals interiors van precedir el desenvolupament del ferrocarril durant la revolució industrial i alguns d'ells van ser posteriorment assecats i utilitzats com a passos lliures per construir vies fèrries.
L'estudi de la utilització dels canals s'ha desenvolupat al llarg dels segles i molts genis hi han dedicat molta energia per al seu millorament, Leonardo da Vinci no ha estat l'excepció. Entre altres coses ha aportat diverses idees per al desenvolupament dels canals que circumden Milà, (els anomenats "Navigli") completament artificials, aquests connecten la ciutat amb els rius Ticino, i Adda. A través d'aquests últims, indirectament es podia arribar per vies fluvials fins al llac Maggiore cap al nord, utilitzant el riu Po, fins a la mar Adriàtica a l'est. Utilitzant aquestes vies fluvials, relativament petites i poc profundes, el transport de mercaderies es feia pel mig de barcasses de fons quasi pla, per aquest mitjà es va transportar els materials de construcció que es van utilitzar per a la construcció de la ciutat.
Entre els exemples de grans canals que han canviat sobre manera l'economia continents sensers, estan certament el Canal de Suez i el Canal de Panamà. Amb l'obertura d'aquestes grans obres d'enginyeria, els temps de transport intercontinentals es van reduir dràsticament i van marcar un creixement exponencial del comerç d'occident amb l'Extrem Orient.
Un altre tipus de canal molt característic és el que permet la navegació a l'interior de les ciutats. Un exemple de canals navegables interns a la ciutat poden ser els canals de Tàrent, on els canals permeten l'accés dels vaixells de guerra fins a l'Arsenal Militar Marítim, a la ciutat. Però el millor exemple és naturalment el de Venècia: encara que d'altres ciutats (per exemple Amsterdam) posseeixen diversos quilòmetres de vies navegables en el seu interior, Venècia és l'únic exemple en el món d'una ciutat en la qual l'única manera de moure's, a més a més del per als vianants, és a través de la seva intricada xarxa de canals.

## Descriptiva

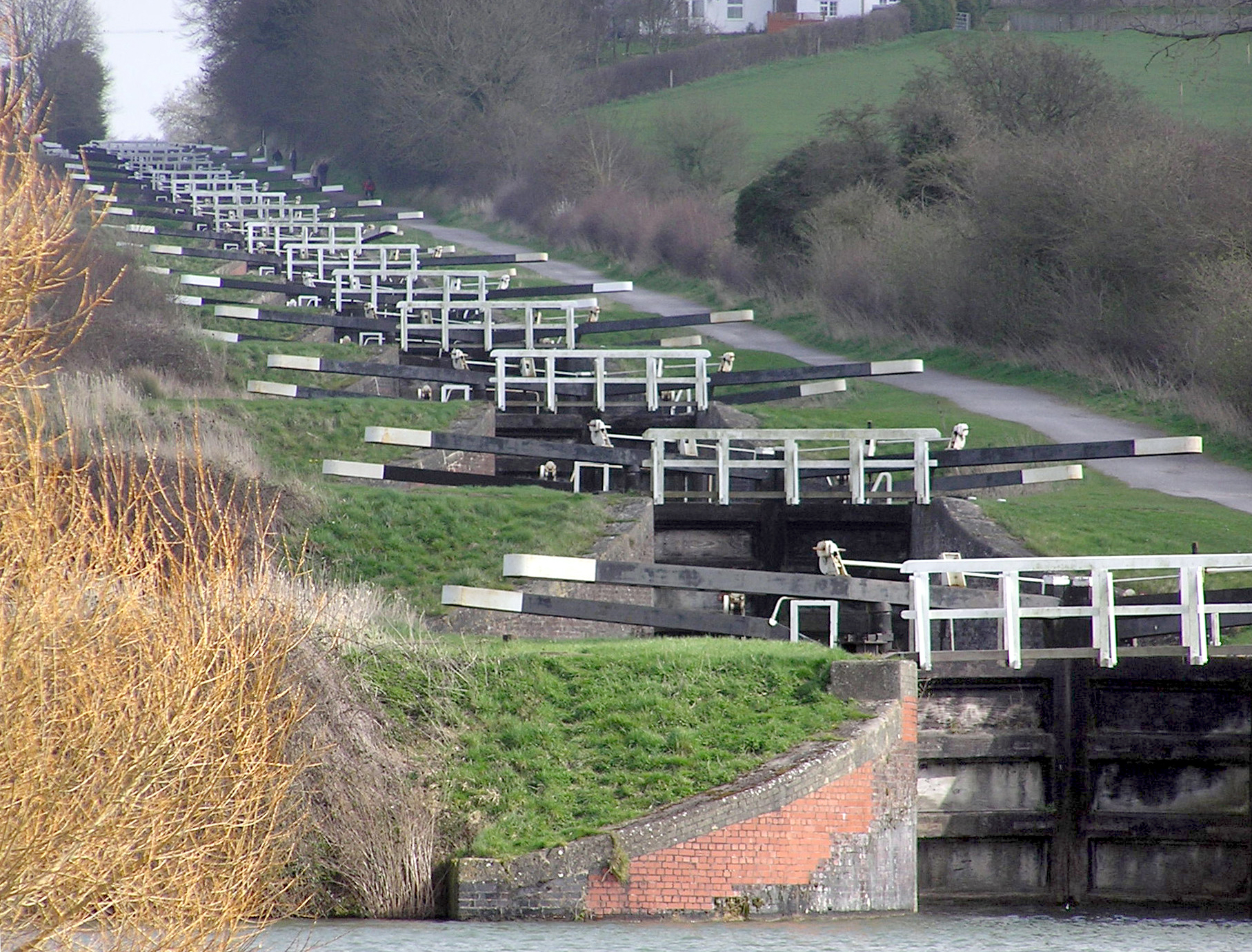
Vista de 16 rescloses consecutives: Caen Hill al Canal Kennet i Avon, Wiltshire, Anglaterra

La forma més senzilla de canalització, és modificar les ribes dels rius, de manera que es crea una ribera artificial. L'home, degut a la manca d'aquesta facilitat per al transport, adapta artificialment les ribes per a propòsits específics de gestió d'aigua i navegació. Amb aquestes tècniques també se solucionen problemes cada vegada més complicats, com per exemple les xarxes de canals per a la navegació. Els grans treballs de construcció (excavacions, estroncament, obra, etc.) són necessàries per construir els diferents canals. El canal pròpiament dit, comprèn instal·lacions auxiliars, com les rescloses, ponts-canals, aqüeductes, túnels, vies de drenatge, etc.
Les rescloses mantenen un ancoratge mínim i permeten a les barques circular contra corrent sense massa esforç. En contrapartida, l'empenyiment hidràulic d'una secció (referit a secció entre dos rescloses) és pràcticament nul·la. Per això, és necessari al manteniment periòdic de rescloses, executant operacions de drenatge periòdiques per tal d'evitar problemes de dipòsits.

## Història
En aquest apartat, es fa un repàs a les grans obres i els avenços tecnològics duts a terme per les diferents civilitzacions que han treballat amb canals, i que s'han caracteritzat per adaptar els treballs a les necessitats logístiques de cada època.
Els exemples clars d'aquestos problemes logístics són les grans obres, que a pesar del seu cost d'inversió inicial, es planifiquen per aconseguir millorar la utilitat del sistema de transport o d'estalviar temps i recursos. El més evident d'aquestos projectes és potser el Canal de Suez, que acurta el camí de la navegació fins a Orient, evitant circumval·lar el Cap de Bona Esperança.
D'altra banda, a la part tècnica d'aquest desenvolupament s'ha caracteritzat per les petites millores incrementals. Al llarg del temps, amb l'adaptació dels cursos d'aigua a rius i canals, ha sigut de gran importància l'habilitació d'ajudes a la tracció i a l'atracament, construint així embarcadors, molls o vies de tracció. A més, s'han projectat rescloses, ascensors/descensors d'embarcacions, ponts o túnels habilitats específicament per a la circulació fluvial. Altres ajudes a la navegació que s'han instal·lat són les comportes, els punts de virada o els ports fluvials.

### Antiguitat

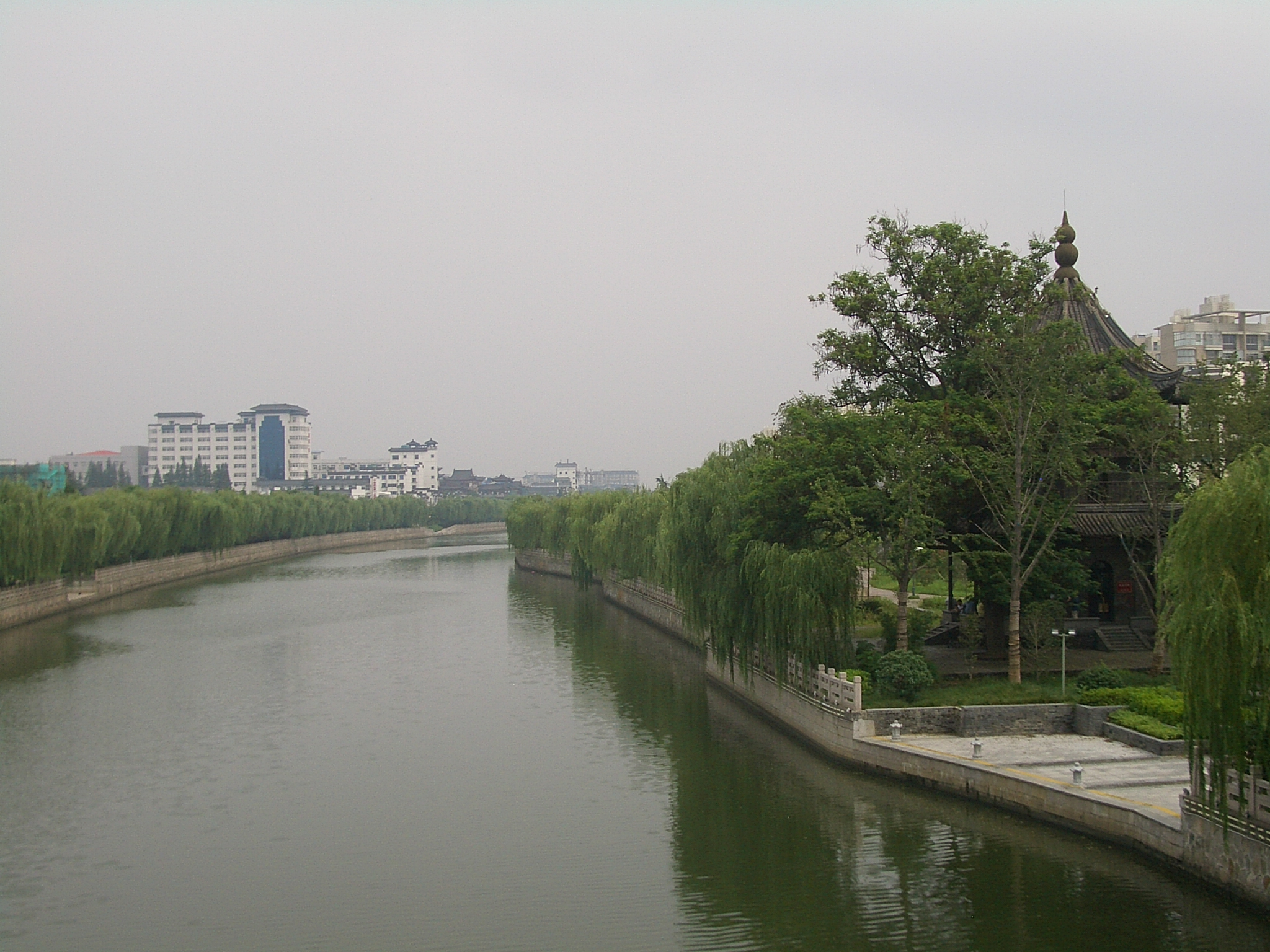
El Gran Canal de la Xina al seu pas per Hangzhou.

Des de l'antiguitat i durant l'edat mitjana s'han seguit certes pràctiques d'arranjament de vies naturals d'aigua. Aquestes pràctiques d'arranjament i manteniment han cobert les necessitats dels usuaris i interessats en aquestes progressives millores i adaptacions d'un curs d'aigua. Són destacables la funció de seguretat proporcionada per dics i embassaments, que prevenen les inundacions dels territoris propers a la riba en cas de crescudes.
Els canals més antics coneguts eren els d'irrigació, es construïen a Mesopotàmia cap al 4000 aC, al lloc on se situen Iraq i Síria en l'actualitat. La civilització de la vall de l'Indus també disposava d'un sistema avançat d'irrigació i d'embassament d'aigua, incloent-hi els embassaments construïts a Girnar al 3000 aC.
A l'antiga Xina, els llargs canals per al transport fluvial s'establiren al període dels Regnes Combatents (481-221 aC). El canal més llarg d'aquest període fou el Hong Gou (Canal de l'Oca Salvatge), que segons l'historiador de l'antiguitat Sima Qian, connectava els vells estats de Song, Zhang, Chen, Cai, Cao i Wei. D'aquesta època es conserva encara el canal que és encara el més llarg del món, el Gran Canal de la Xina, amb 1794 kilòmetres de recorregut. El Gran Canal, fou construït per tal de transportar l'Emperador Sui Yangdi des de Pequín fins a Hangzhou. El projecte començà al 605 i es completà al 609, encara que gran part del treball fou l'adaptació de canals existents. La secció més vella d'aquest canal es va construir al 486 aC com a mínim. Fins i tot les seccions urbanes més petites tenen, normalment seccions de més de 30 metres d'ample.

### Canals a l'Edat Mijana
Durant la revolució agrària musulmana a l'edat mitjana, els canals artificials, que havien estat limitats a certes regions, són adoptats pels enginyers Musulmans. D'aquesta manera, es difon ràpidament aquesta tecnologia, per tot el Califat i també per la resta del Vell Món. Per a cada regió a la que s'integraven canals al seu sistema, s'introduïa un nou concepte:
| « | ... un sistema social, cultural i econòmic diferent del que hi havia adés. D'acord amb les normes que ells duien. | » |

 D'aquesta manera, els canals artificials foren introduïts a Europa a través de l'Àndalus.

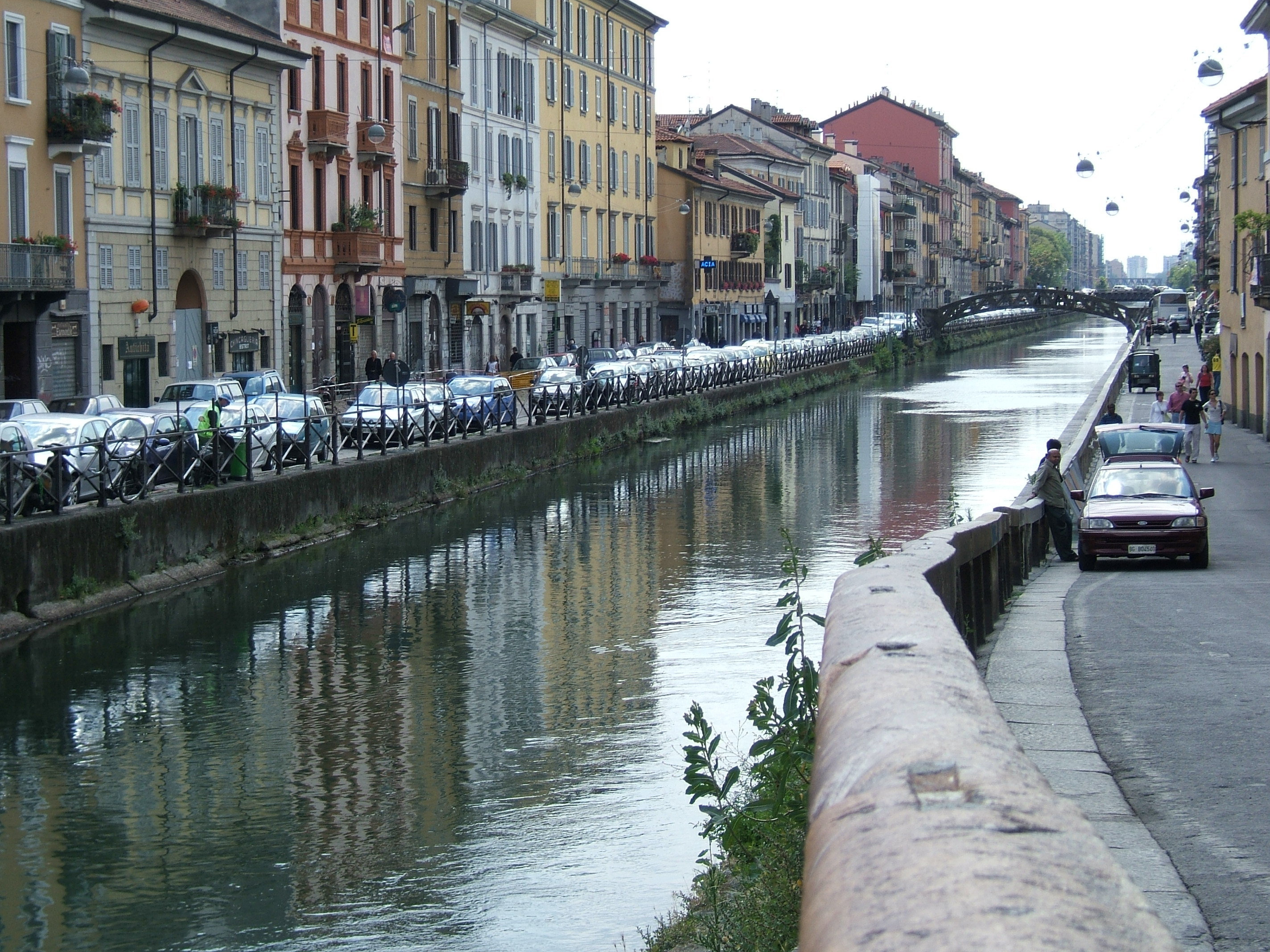
El Naviglio Grande de Milà (Itàlia).

A l'edat mitjana, el transport naval era més barat i ràpid que el transport per terra. Això es degué a la mala qualitat de les carreteres, que estaven sense pavimentar i a les males condicions en què es trobaven. A més, per vaixell es podien transportar majors càrregues. El primer canal artificial a l'Europa Cristiana, i el més important de tots, fou el "navigli" lombard, és a dir el Naviglio Grande, a prop de Milan, la construcció del qual començà el 1127 i acabà el 1257, permetent el desenvolupament del comerç, el transport i l'agricultura. Més tard, els canals es construïen als Països Baixos i a Flandes, per tal de drenar els polders.
El desenvolupament dels canals fluvials per Europa fou millorat amb el treball dels especialistes neerlandesos que n'estengueren el seu coneixement, coneixement, que fou ràpidament implementat a altres països com a les xarxes de canals al nord de l'actual Itàlia. D'aquesta manera els coneixements i les regulacions sobre canals i adaptació de costes són estandarditzats ràpidament pels països europeus.

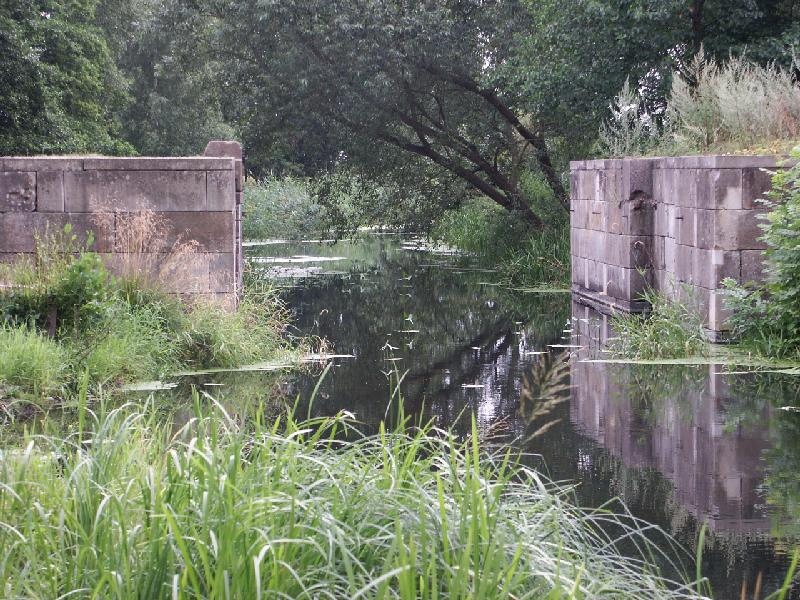
Resclosa del Canal Stecknitz a Witzeeze, construïda al voltant de 1398.

Fou en aquesta època quan es tornà a començar la construcció de canals, a causa de l'expansió comercial iniciada al seÖgle XII. Les millores que s'adoptaren foren l'ús de rescloses individuals o de comporta. El transport de barques travessant rescloses feia ús de grans quantitats d'aigua, que podia resultar en conflictes amb els operadors dels molins d'aigua. Per a solucionar aquest problema, s'enginyà la resclosa de càmera o de dipòsit, que aparegué al voltant del segle x dC. a la Xina i que ja era present a Europa cap al 1373, emprant-se al projecte del canal de Vreeswijk, als Països Baixos. Un altre desenvolupament important fou la porta bisellada que fou introduïda probablement a Itàlia gràcies a Bertola da Novate al segle xvi. Aquesta millora permetia la construcció de portes més amples, eliminant així la restricció imposada per les rescloses de guillotina.

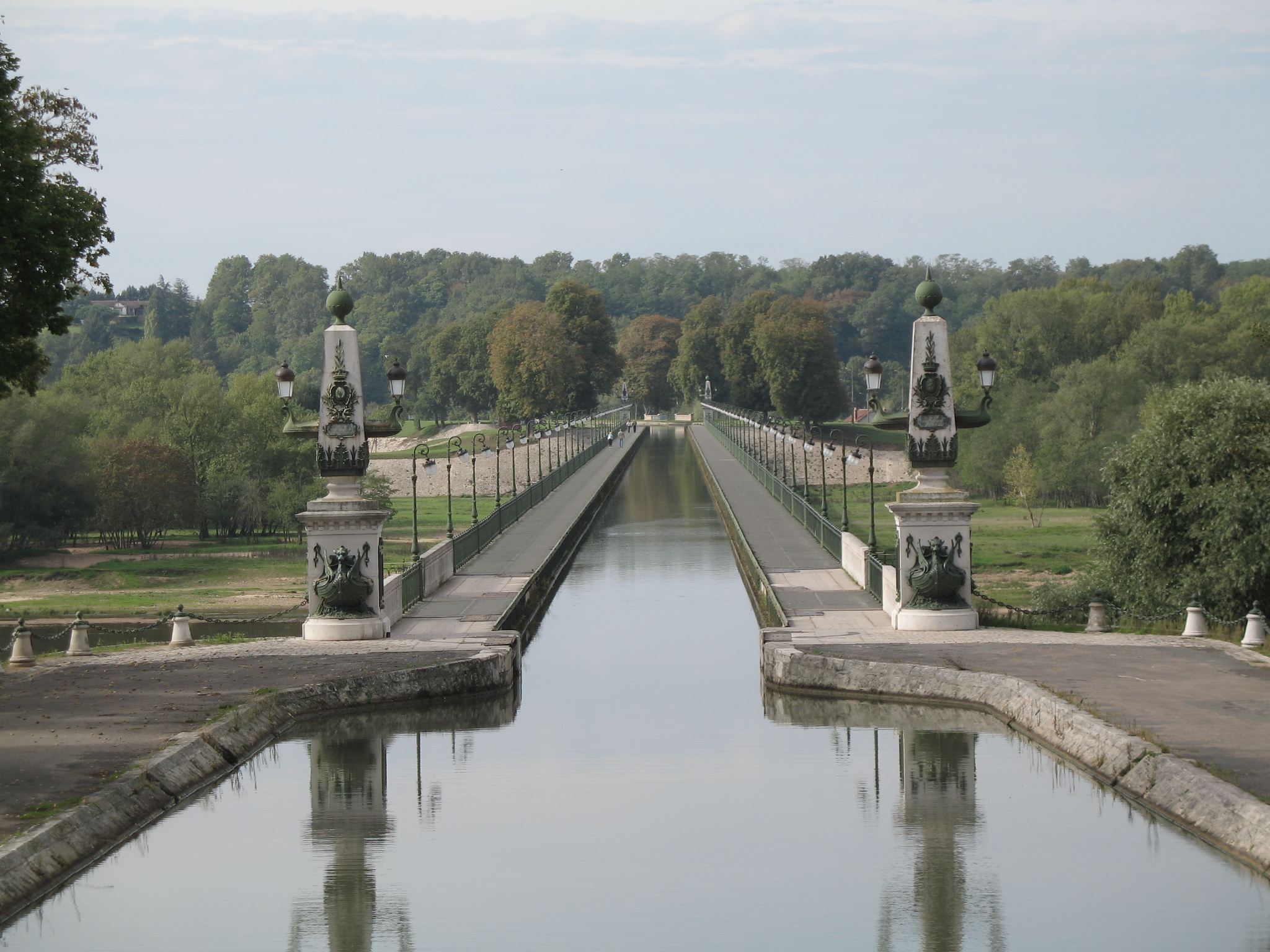
Pont al canal de Briare, França

Les millores arribaren a tractar el problema de remuntar rius amb majors desnivells, causats per les valls dels rius. Així doncs es desenvoluparen els canals inclinats. La construcció del primer canal d'aquest tipus es dugué a terme entre els anys 581 i 617 dC, formant part del Gran Canal de la Xina, mentre que a Europa el primer canal inclinat, fou el Canal Stecknitz, ara situat a Alemanya cap al 1398, basat en rescloses individuals. El primer canal inclinat que feia servir rescloses de dipòsit fou el Canal de Briare, que connectava el Loira i el Sena (1642), treball que fou seguit del més ambiciós Canal du Midi (1683) connectant l'Atlàntic i el Mediterrani. Aquest canal constava d'una escala de 8 rescloses a Béziers, un túnel de 157 metres de llargària i tres grans aqüeductes.
La construcció de canals va progressar de manera constant a Alemanya als segles xvii i xviii, en tres grans rius: l'Elba, l'Oder i el Weser que foren units mitjançant canals. A l'Anglaterra post-Romana, el primer canal fou el Canal d'Exeter, que s'obrí el 1563. El canal més vell amb ús industrial a Nord-amèrica fou el Mother Brook a Dedham, Massachusetts. Fou construït el 1639 per a l'aprofitament de l'energia mitjançant molins. A Rússia, la via Volga-Bàltica es feu servir com a canal transnacional que connectava el mar Bàltic amb la mar Càspia gràcies als rius Neva i Volga, obert a la circulació el 1718.

### La Revolució Industrial

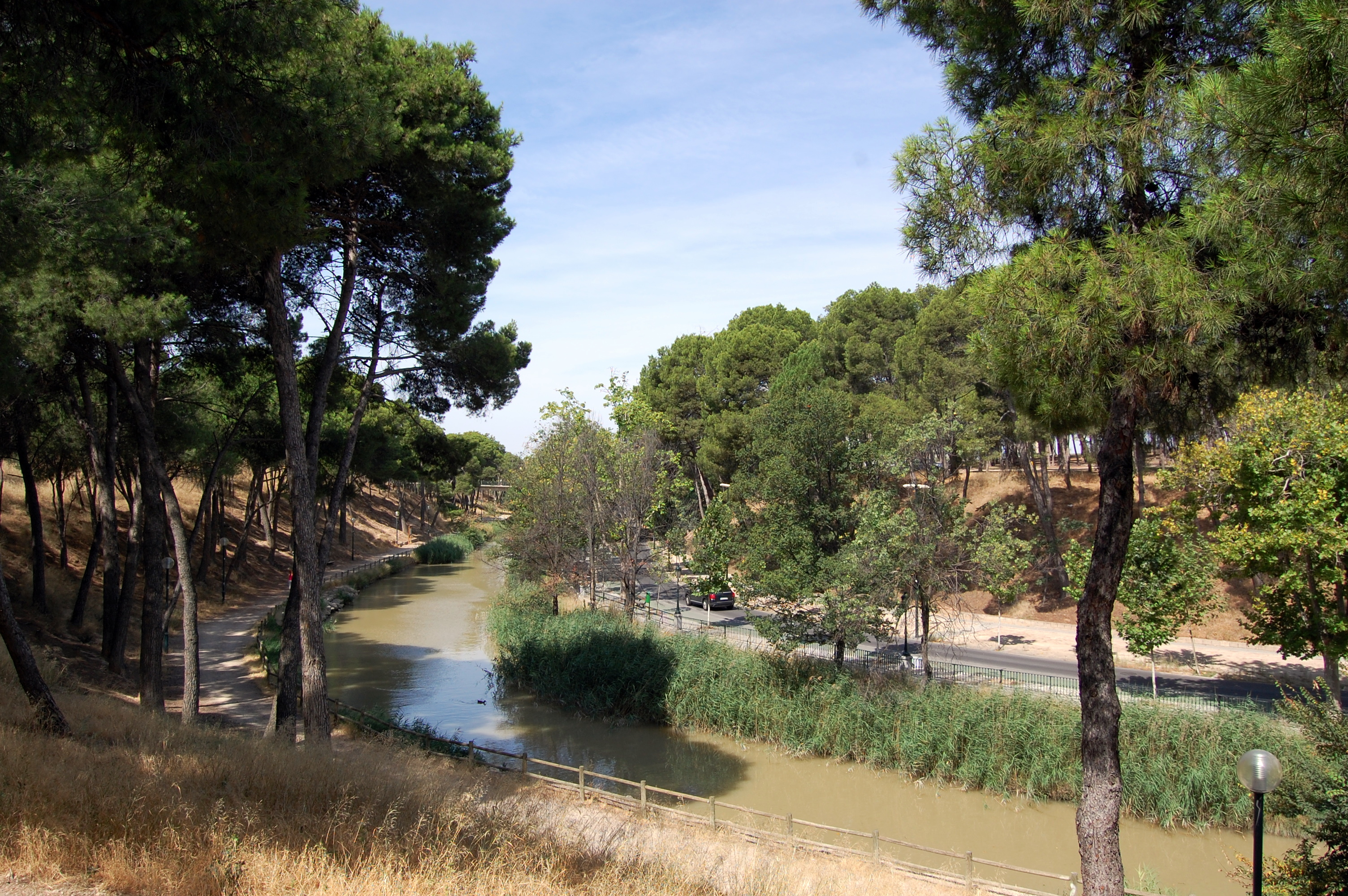
Canal Imperial d'Aragó, obra hidràulica que fou construïda durant la Il·lustració. Tractava de millorar la irrigació i possibilitar la navegació per l'Ebre

Amb la invenció de la motorització i la seua implementació per a embarcacions fluvials, s'accentuaren les necessitats de manteniment de les ribes, degut a la velocitat de les embarcacions de motor. Aquesta necessitat se soluciona mitjançant canals amb ribes de formigó o planxes metàl·liques.
En aquest punt, els canals ja s'havien demostrat prou importants per al desenvolupament industrial. És per això que els canals navegables cobraren encara major importància per al transcurs de la Revolució Industrial degut a la necessitat d'abaratir els costs de transport de matèries primeres i de productes manufacturats.

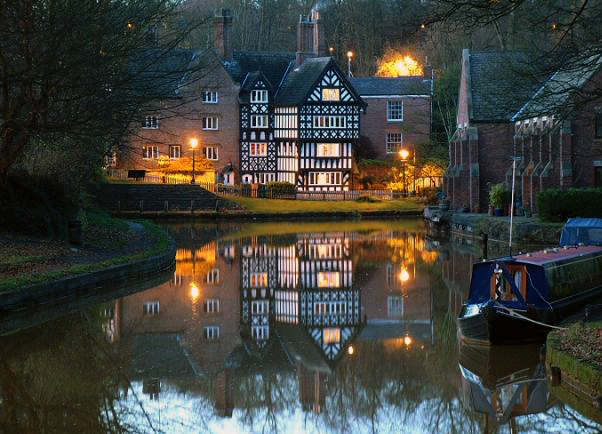
El canal Bridgewater a l'entrada de Worsley.

A Europa, particularment a la Gran Bretanya i a Irlanda i després als Estats Units i les colònies Canadenques, els canals interiors van precedir el desenvolupament del ferrocarril, durant la primera fase de la revolució industrial. Amb l'obertura del Canal Sankey el 1757, seguit del Bridgewater el 1761, s'aconseguí disminuir el preu del carbó a Liverpool i a Manchester, disparant així la utilitat i popularitat d'aquest mitjà de transport a la Gran Bretanya, de manera que entre 1760 i 1820 es construïren vora cent canals.
El Canal Blackstone a Massachusetts i Rhode Island va complir un rol similar a les etapes primerenques de la revolució industrial en el període 1828-1848. La vall Blackstone era considerada com el lloc de naixement de la Revolució Industrial Americana, lloc al qual Samuel Slater va construir el seu primer molí.
A més de complir amb les funcions de transport, parts dels Estats Units, particularment al nord-est, disposaven de rius prou ràpids per a aprofitar-ne l'energia de l'aigua, de manera que l'energia hidràulica es convertí en el primer mitjà per a donar potència a les plantes de producció (normalment teleries) fins a la Guerra Civil Americana. Per exemple, Lowell (Massachusetts), era considerat com a bressol de la Revolució Industrial Americana, disposant de 9.7 quilòmetres de canals, construïts entre 1790 i 1850, que proporcionaren potència hidràulica i un bon mitjà de transport per a la ciutat. La potència aprofitada del sistema s'estima que es trobava per damunt de 7 MW.

### Seglexix
El transport fluvial s'enfrontà des de la segona part de la Revolució Industrial a la competència que suposava el desenvolupament de la xarxa ferroviària de 1830 endavant i també degut al desenvolupament del transport per carretera a partir del segle xx. Aquestes circumstàncies van deixar obsolets els petits canals de navegació per a l'establiment de rutes comercials, cosa que feu decaure molts dels petits canals. La tendència a la construcció de canals vingué marcada per la necessitat de disposar de canals de majors dimensions, aconseguint-se en més o menys mesura amb l'ajut de les tècniques de construcció existents.

#### Anglaterra
Els canals més representatius de les necessitats de majors embarcacions foren el Manchester Ship Canal i el Canal d'Aire i Calder.

#### Bèlgica

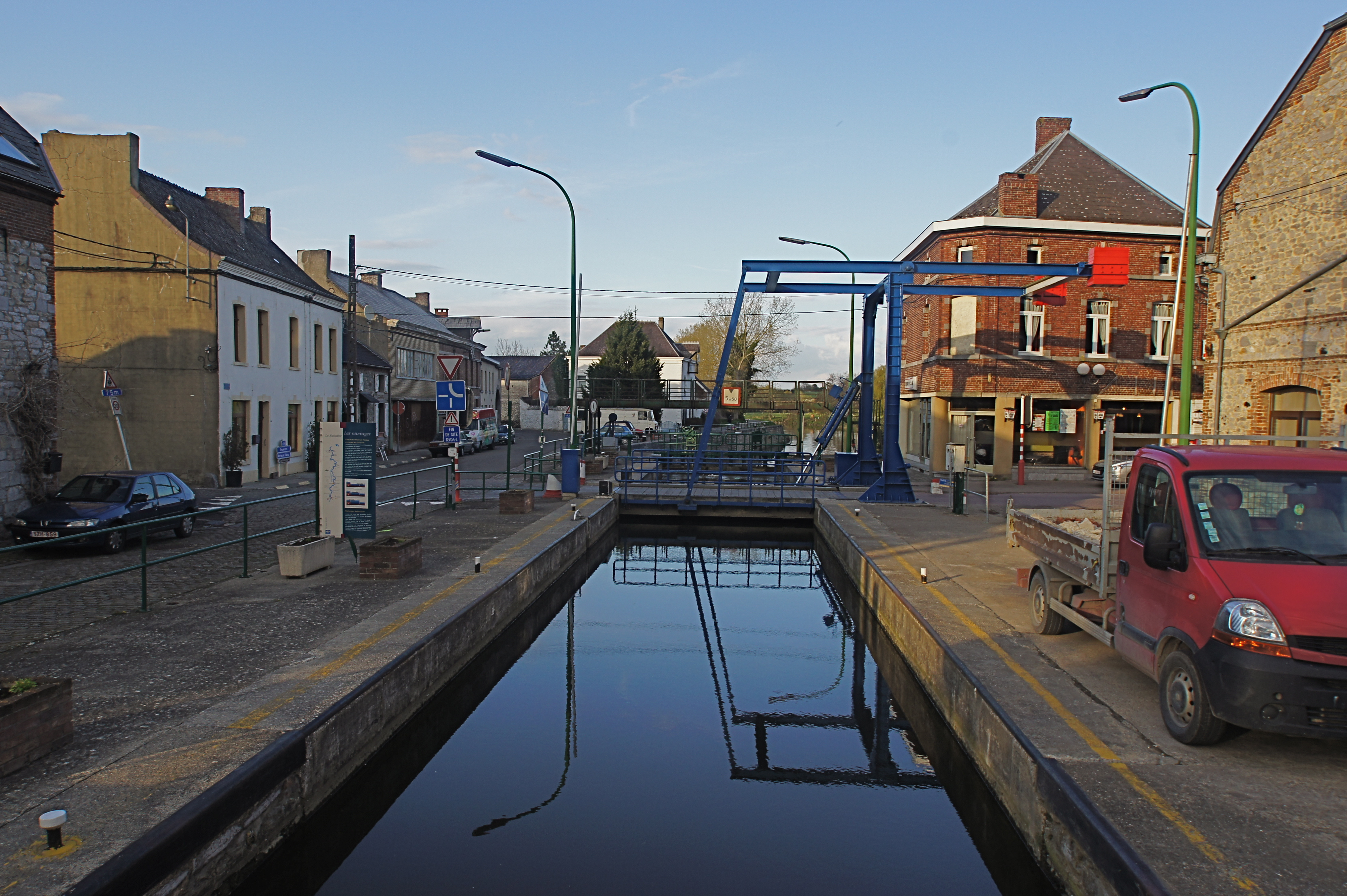
Pont i resclosa al Sambre canalitzat (1828) a Labuissière

Els primers canals en la regió de l'actual Bèlgica daten de l'edat mitjana. Els més antics són el canal de Lissewege (segle XIII), el canal Gant-Bruges (1329) i el Sassevaart (1549) així que els famosos canals dins la muralla de Bruges. Durant l'ocupació austriaca es van construir els primers canals moderns: el canal Bruges-Oostende per què França va annexionar Duinkerke i terraplenar el Canal Nieuwpoort-Duinkerke i el Canal Leuven-Dijle. Napoleó va continuar l'obra: durant l'ocupació francesa es va reobrir-se el Nieuwpoort-Duinkerke i excavar-se el Damse Vaart (inacabat) que hauria de connectar l'Escalda amb el port de Duinkerke, terra endins, per tal d'evitar els atacs marítims dels anglesos. Fins aleshores, els canals van excavar-se principalment a les zones sorrenques i argiloses.
Des de l'inici del segle xix, el progrés tècnic va permetre obres a zones més rocoses. Sota el regne de Guillem I dels Països Baixos va concebre's una xarxa de vies aquàtiques per a fomentar la indùstria. Els rius van canalitzar-se i canals amb escales de rescloses van haver de vèncer el desnivell entre diverses conques fluvials. El projecte més espectacular va ser el Canal Mosa-Mosel·la, amb més de 200 rescloses de les quals només 17 van acabar-se. Després de l'excissió de Bèlgica el 1830, el projecte va ser abandonat. Certs canals, principalment els trams amb massa rescloses, van perdre el seu paper per la concurrència del ferrocarril més ràpid. Altres canals (Canal Albert, Canal Gant-Terneuzen, Canal del Centre…) i rius canalitzats (Leie, Mosa…) continuen, després de molta obra de modernització, a tenir un paper important a l'èconomia del transport fins avui. A més a més s'hi veu una alternativa ecològica i econòmica per tal de descongestionar la xarxa de les autopistes saturada.

#### Nord-amèrica

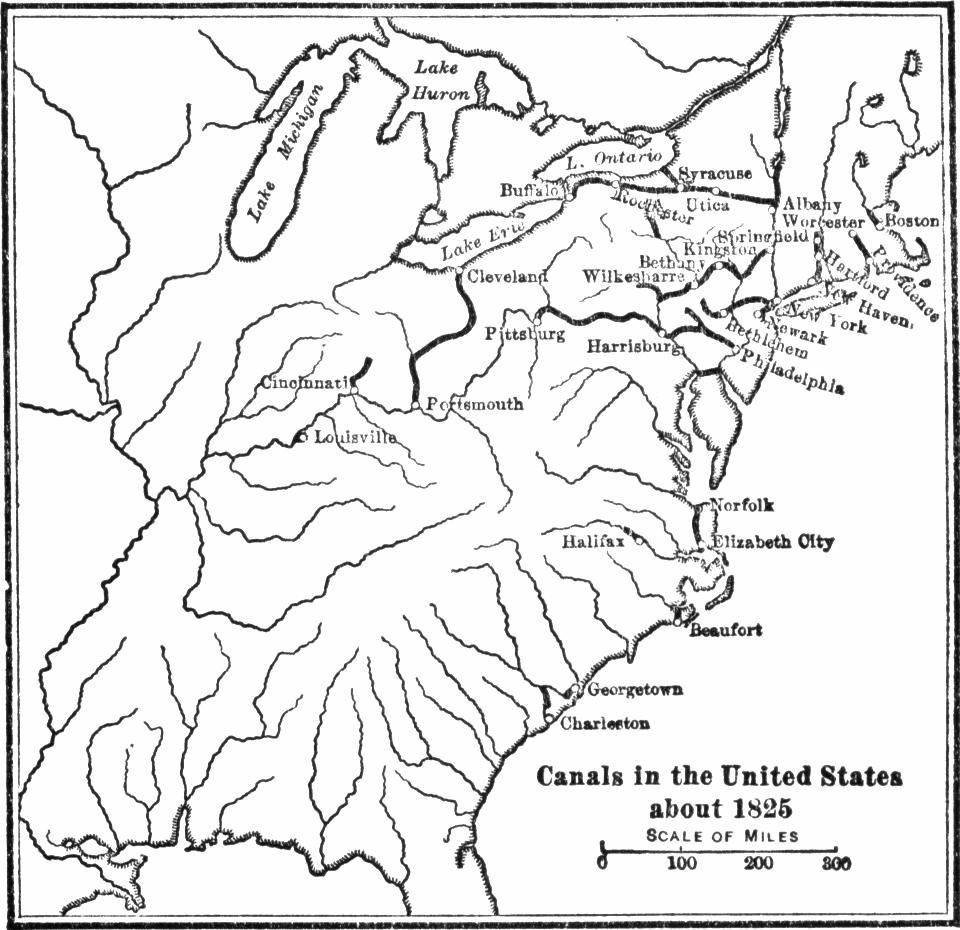
Xarxa de canals estatunidencs cap al 1825.

Resclosa del Canal d'Erie a Nova York

Durant el segle xix als Estats Units, la distància construïda en canals cresqué de 161 km a vora 6500 km, amb una complexa xarxa que va fer navegables els Grans Llacs, en coordinació amb Canadà, tot i que alguns dels canals foren drenats per tal d'aprofitar-los com a base per a una línia ferroviària.
La construcció de canals navegables permeté al segle xix servir com a via d'accés a les zones aïllades, mantenint-les per aquest mitjà, comunicades amb la resta del món. El 1825, el Canal d'Erie, amb 584 km de llarg i 82 rescloses, s'obria connectant així les zones poblades del Nord-est dels Estats Units amb els Grans Llacs. Els colons feien servir els canals per accedir a les noves regions a les que obrien la comunicació. El canal d'Erie, igual que molts altres, era un instrument per a l'assimilació de les diferències en els preus entre els diferents mercats Americans. Els canals van causar una convergència dels preus entre les diferents regions, degut a la reducció dels costs de transport, que permetia als Americans enviar càrregues i comprar béns a majors distàncies i menors preus que amb anterioritat. A alguns estats com a Ohio es van construir molts kilòmetres de canals. En el cas d'Indiana, ja es disposava de canals en servei durant dècades, mentre que al canal d'Illinois i Michigan s'abordà el projecte de connectar els Grans Llacs amb el riu Mississipi fins que fou substituït per una via canalitzada a un riu.
Tres grans obres de canalització foren completades al segle xix al que avui forma part del Canadà. El primer fou el Canal de Welland, que obria el 1829 el tràfic entre el Llac Ontario i el Llac Erie, sortejant les Cascades del Niàgara i el Canal de Lachine (1825) que permetia als vaixells prescindir del pas pels difícils ràpids del Riu Sant Llorenç a Montreal. El Canal Rideau, completat el 1832, que connecta Ottawa, mitjançant el Riu Ottawa fins a Kingston mitjançant el Llac Ontario. El Canal Rideau fou construït com a resultat de les necessitats logístiques a la Guerra de 1812, permetent la comunicació militar entre les colònies Britàniques (del Baix Canadà) i el Baix Canadà, com a via alternativa al Riu Sant Llorenç, que era susceptible de ser blocat pels Estats Units.

#### França
A França, l'afany de connectar tots els sistemes navegables dels rius—Rin, Roine, Saona i Sena— i la Mar del Nord s'accelerà el 1879, amb l'establiment de la Norma de Freycinet, que especificava les mesures mínimes de les rescloses, doblant així el tràfic a les primeres dècades del segle xx.

#### Japó
Al segle xix, es construïren un nombre considerable de canals al Japó, incloent-hi el Canal de Biwako i el Canal de Tone. Aquestos canals es dugueren a terme amb l'ajuda d'enginyers dels Països Baixos i d'altres països.

#### Canals marítims

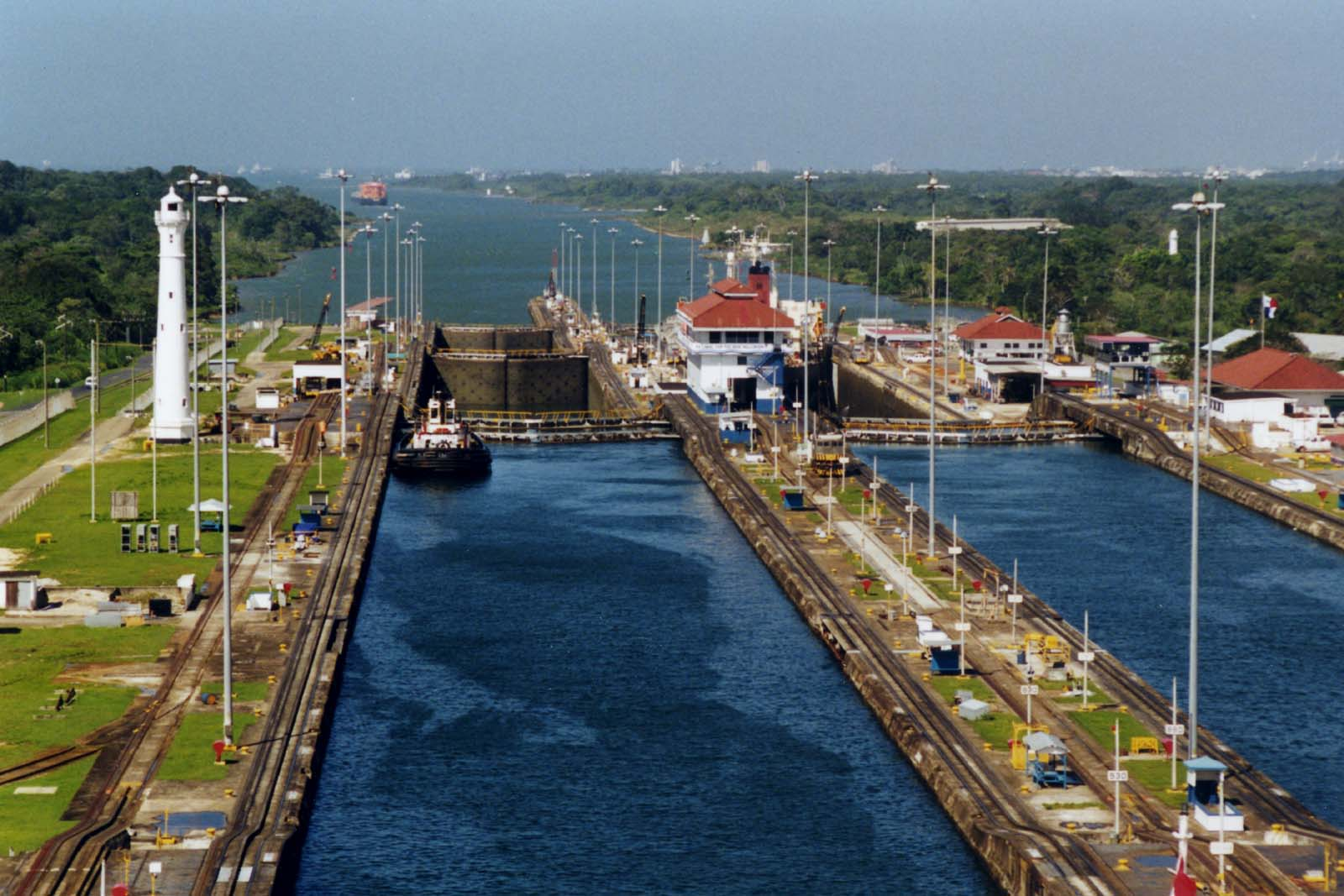
Rescloses al Canal de Panamà

Alguns canals marítims notables també es completaren en aquest període, des del Canal de Suez (1869) i el Canal de Kiel (1897), que servia de mitjà per al transport de moltes vegades més càrrega que la resta de canals. Fins a la consideració, del Canal de Panamà, la construcció del qual s'iniciava a 1880, encara que no s'obriria fins al 1914.
El de Panamà, entre els oceans Atlàntic i Pacífic; i el de Suez, entre els mars Mediterrani i Roig, que actualment són els més importants del món i constitueixen infraestructures de vital importància pel que fa al comerç marítim.

### Usos moderns

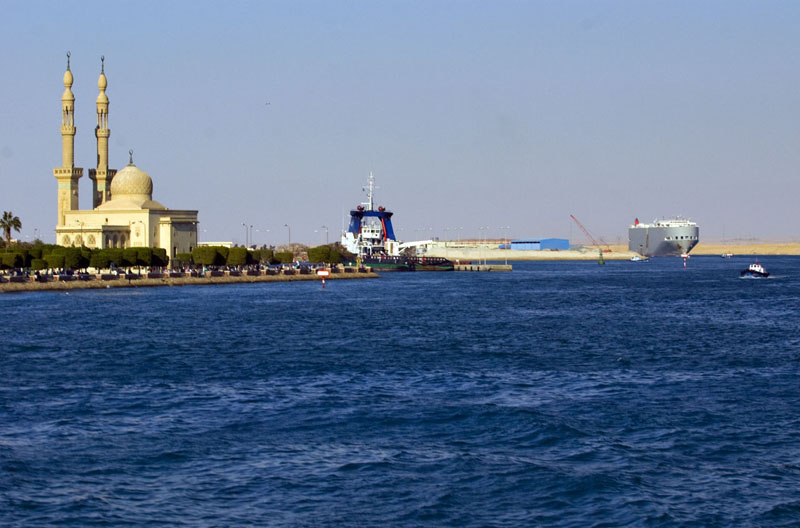
Vista de Port de Suez a la sortida sud del Canal de Suez.

Els grans canals com el Canal de Panamà i el Canal de Suez continuen operant en l'àmbit del transport de càrrega, de la mateixa manera que ho fan els canals Europeus. Degut a la globalització, els grans canals són una part important de la xarxa mundial de transports, donant com a resultat la necessitat d'ampliacions com la del projecte d'expansió del Canal de Panamà.
Això no obstant, alguns dels primers canals per a l'ús industrial s'han anat abandonant i només es fan servir per a l'ús d'aigua en altres activitat o fins i tot s'han reconvertit a vies de ferrocarril, com per exemple el Canal de Croydon.
Un moviment que començava a Gran Bretanya i a França fou l'ús de canals industrials per a fer creuers de plaer, que ha portat a la rehabilitació d'alguns trams dels canals històrics. En alguns casos, canals abandonats com el de Kennet i Avon han estat restaurats i ara els fan servir els noliejadors de creuers de plaer. A Anglaterra, també s'ha estès la pràctica de l'habitatge als canals, fent servir cases a la vora d'aquestos.
El canal Sena-Nord d'Europa s'està desenvolupant en l'actualitat com a l'artèria principal del transport a l'eix França-Bèlgica-Alemanya-Països Baixos.

## Canals de navegació interior

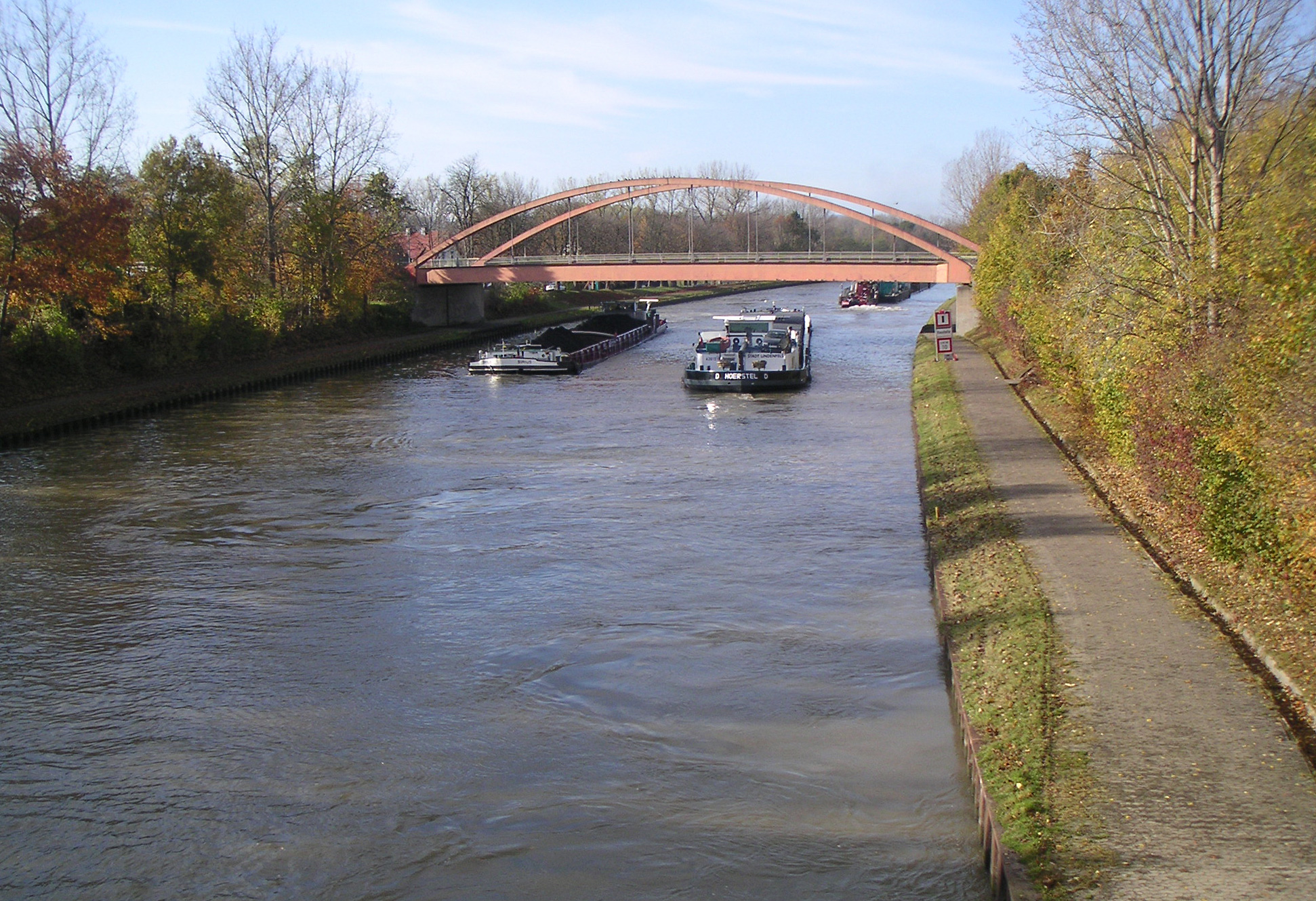
Canal de Mittelland, que constitueix la via navegable artificial més llarga d'Alemanya

Els canals navegables van precedir sovint la construcció de les vies de ferrocarril com a mitjà de transport de mercaderies durant la Revolució Industrial. A Europa, una xarxa molt densa es va construir als segles xvii i xviii, una operació que anava junt amb la canalització de molts rius. Al Regne Unit, aquesta xarxa de narrow boat canals va esdevenir obsoleta poc després de l'adveniment del ferrocarril. A la resta d'Europa, sobretot a Alemanya, Bèlgica, França i als Països Baixos la xarxa es va eixamplar i modernitzar a la segona meitat del segle passat.
Avui en dia, la navegació interior es veu cada dia més com una alternativa ecològica a la congestió de les carreteres. Al 12 de juny 1992, la CEMT va proposar una nova classificació que defineix la capacitat i les dimensions de set categories de vies navegables interiors. És més coneguda amb el nom classificació CEMT.

## Canals destacats

### Edat Antiga
- Gran Canal de la Xina, de 1794 kilòmetres encara és el més llarg del món. Connecta les ciutats de Pequín i Hangzhou.
- Canal de Xerxes
- Foss Dike, construït pels romans a Anglaterra.

### Edat mitjana
- Canal de Lissewege, que uneix Bruges al mar.
- Gran Canal de la Xina, el canal més llarg del món.
- Naviglio Grande, situat a Itàlia.

### Seglexvii
- Canal del Migdia, que uneix el Mar Mediterrani amb Tolosa.[13]
- Canal de la Garona, que uneix Tolosa amb l'oceà Atlàntic.

### Era Industrial
- Damse Vaart
- Canal de l'Ourthe
- Bridgewater Canal
- Blackstone Canal

### Seglexix
- Canal de Suez, entre els mars Mediterrani i Roig.
- Canal de Kiel, que comunica els mars del Nord i Bàltic.
- Canal de Corint, entre el mar Egeu i el Golf de Corint.[14]
- Canal d'Elbląg,[15] situat a Polònia.
- Canal de Caledònia, situat a Escòcia.
- Canal Rideau, situat al Canadà.
- Canal Erie, situat als Estats Units.
- Kennet-and-Avon Canal,[16] situat a Anglaterra.
- Canal Göta,[17] situat a Suècia.

### Segle XX
- Canal de Panamà, entre els oceans Atlàntic i Pacífic.
- Via marítima de Saint-Laurent,[18] situada al Canadà.
- Canal Rin-Main-Danubi, situat a Alemanya.
- Mittellandkanal, situat a Alemanya.
- Canal Danubi-Mar Negre, situat a Romania.

## Comparació d'eficiència
És important ressaltar l'eficiència de la navegació com a mitjà de transport interior. Aquest tipus de transport, redueix la quantitat de combustible necessari per a una determinada càrrega d'una manera considerable. Indiferentment del fet que circulen fent servir canals, rius o llacs, i prenent com a paràmetre comparatiu el cost específic per tona i quilòmetre transportat, s'obté que per a transportar 1 tona 1000 km es consumeixen:
- En una barcassa, 3,74 litres de gasoil.
- Amb tren, 8,26 litres de gasoil.
- En camió, 32,25 litres de gasoil.

## Sistemes de vies navegables a Europa

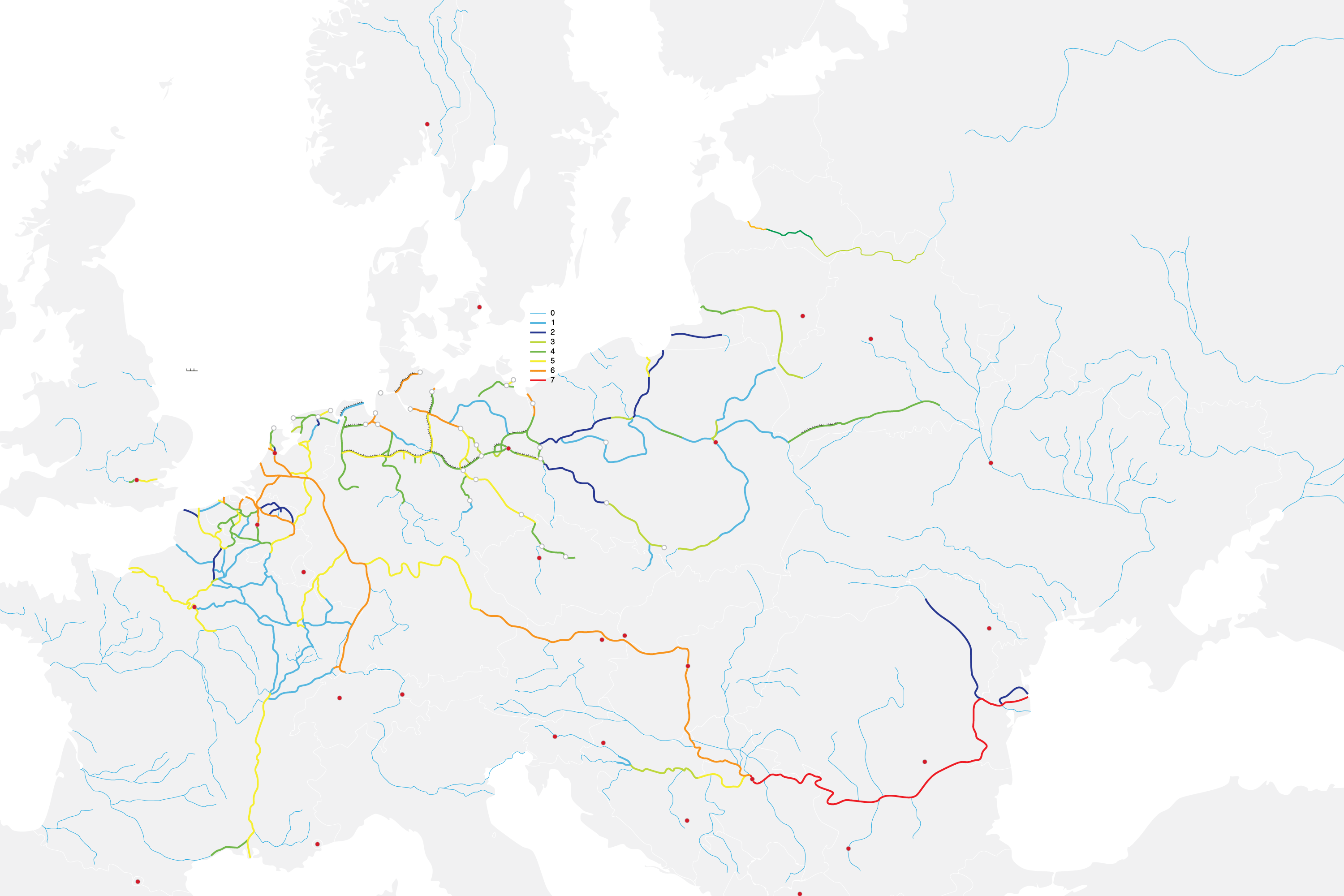
Xarxa de vies navegables a Europa

Existeixen en Europa complexos sistemes de navegació interior, que fan possible navegar des del Mar del Nord fins al mar Negre, usant vies navegables interiors compostes per exemple pels rius Rin i Danubi, interconnectats mitjançant canals navegables.
- França: 8.501 km
- Alemanya: 7.339 km
- Països Baixos: 5.046 km
- Bèlgica: 1.540 km
- Àustria: 351 km
- Luxemburg: 37 km

## Infraestructures
Els principals components de la navegació interior són:
- Les vies navegables en si, com canals, rius, llacs.
- Els ports, instal·lacions d'atracament, àrees de rotació
- Dispositius per superar desnivells concentrats, com poden ser resclosas, ascensors de vaixells, plans inclinats
- Sistema de senyalització i operació de les vies navegables

## Mesura del cabal
El cabal d'un canal es pot calcular mitjançant la fórmula següent, que s'obté a través de substitucions amb l'equació de continuïtat i l'equació de Chézy:
{\displaystyle Q=R_{H}^{2/3}\cdot A\cdot {\sqrt {i}}\cdot {\frac {1}{\eta }}}
On:
- {\displaystyle Q} és el cabal {\displaystyle (m^{3}/s)}
- {\displaystyle R_{H}} és el radi hidràulic {\displaystyle (m)}
- {\displaystyle A} és l'àrea molla {\displaystyle (m^{2})}
- {\displaystyle i} és el declivi {\displaystyle (m/m)}
- {\displaystyle \eta } és el coeficient de Manning

D'ací es desprèn:
{\displaystyle R_{H}={\frac {A}{p}}}
On:
- {\displaystyle R_{H}} és el raig hidràulic {\displaystyle (m)}
- {\displaystyle A} és l'àrea molla {\displaystyle (m^{2})}
- {\displaystyle p} és el perímetre moll {\displaystyle (m)}

## Galeria d'Imatges

### Canals urbans

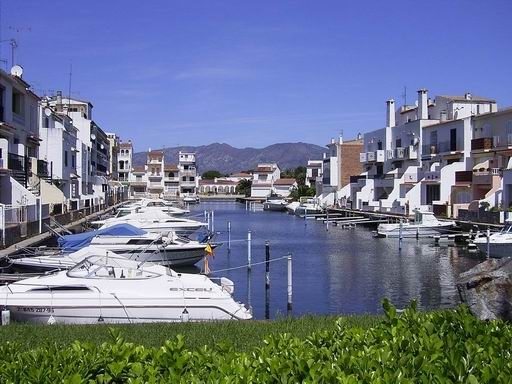
Canal urbà a Empuriabrava.
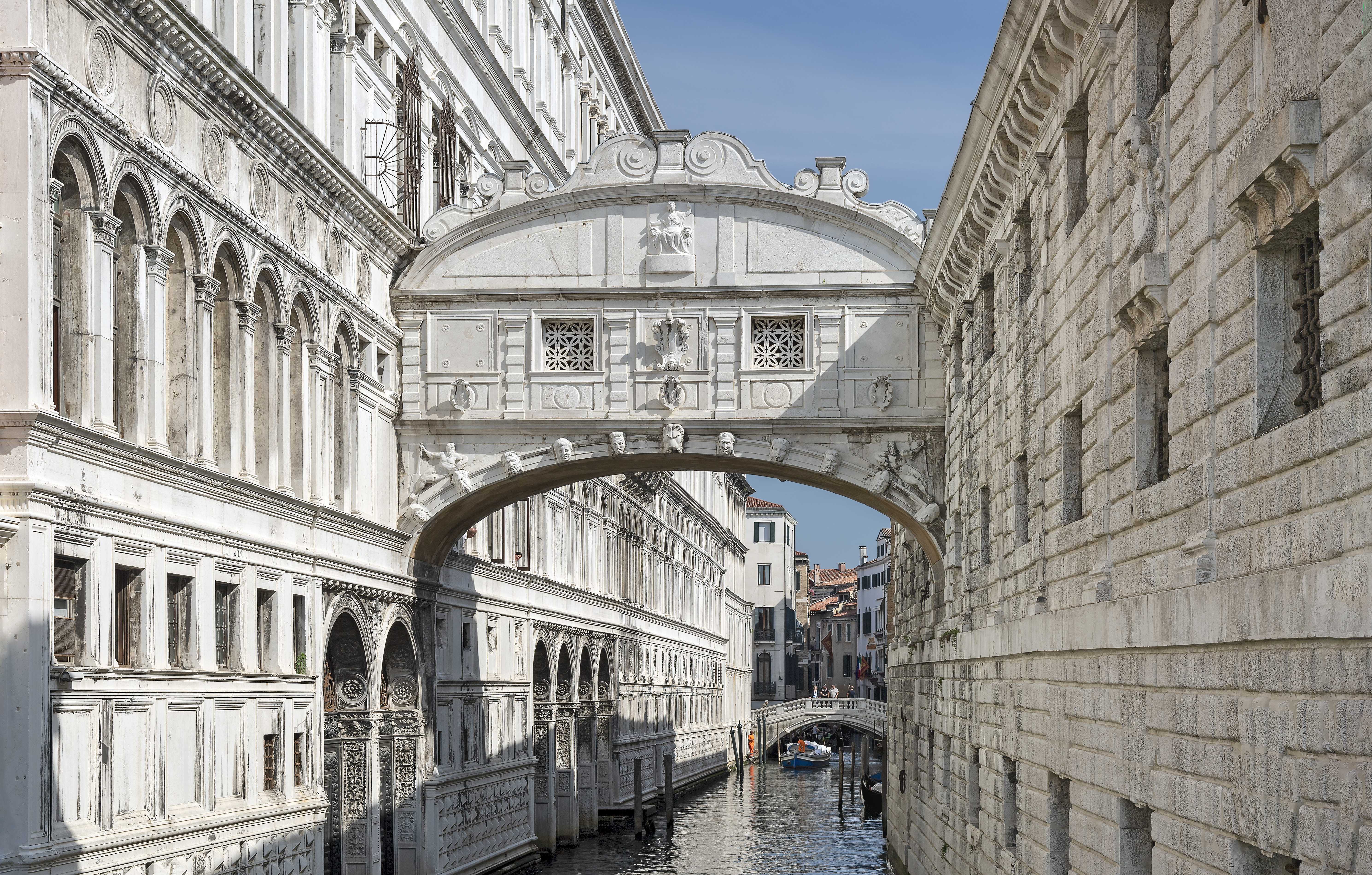
Canal urbà a Venècia.
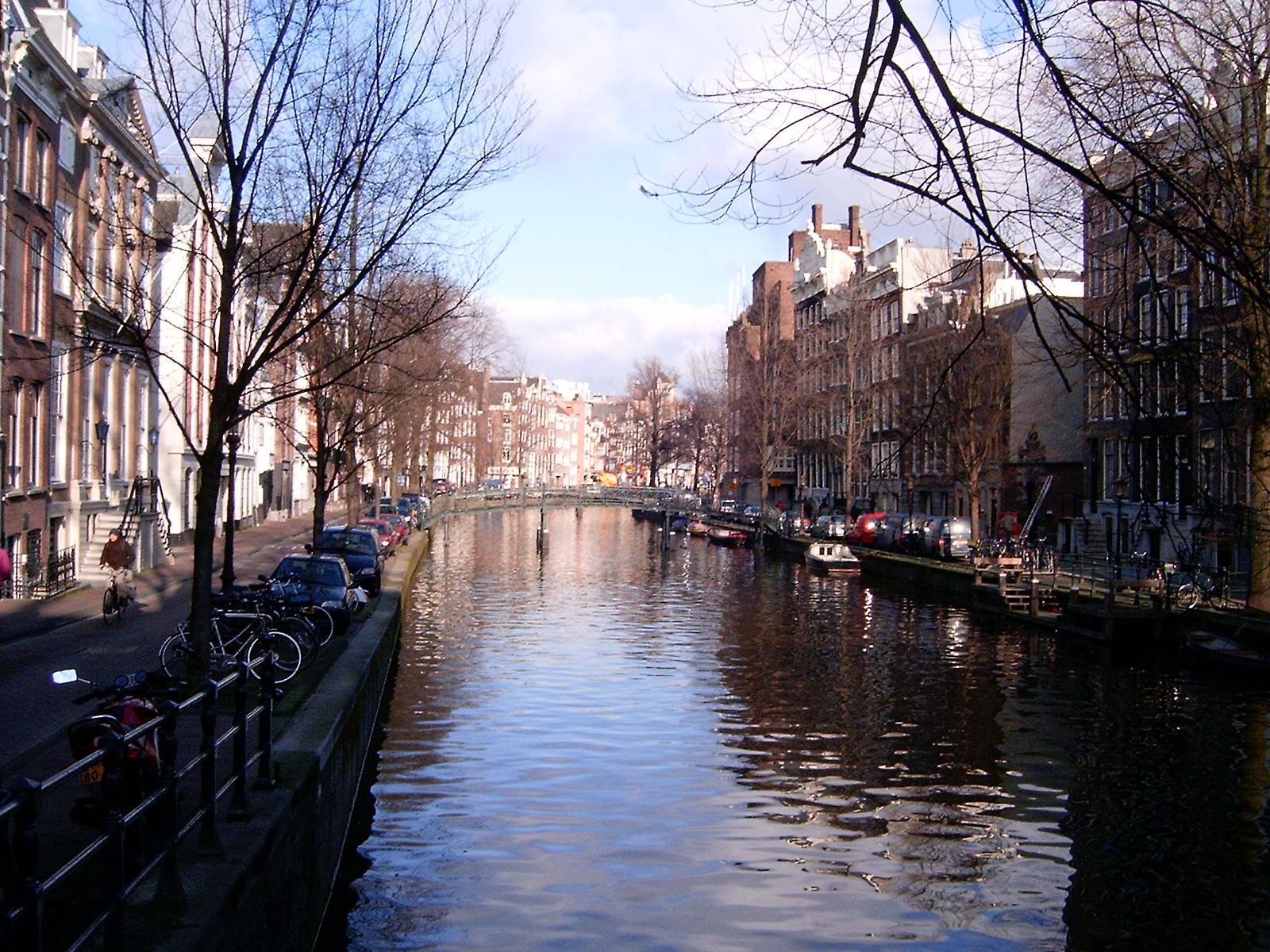
Canal urbà a Amsterdam.
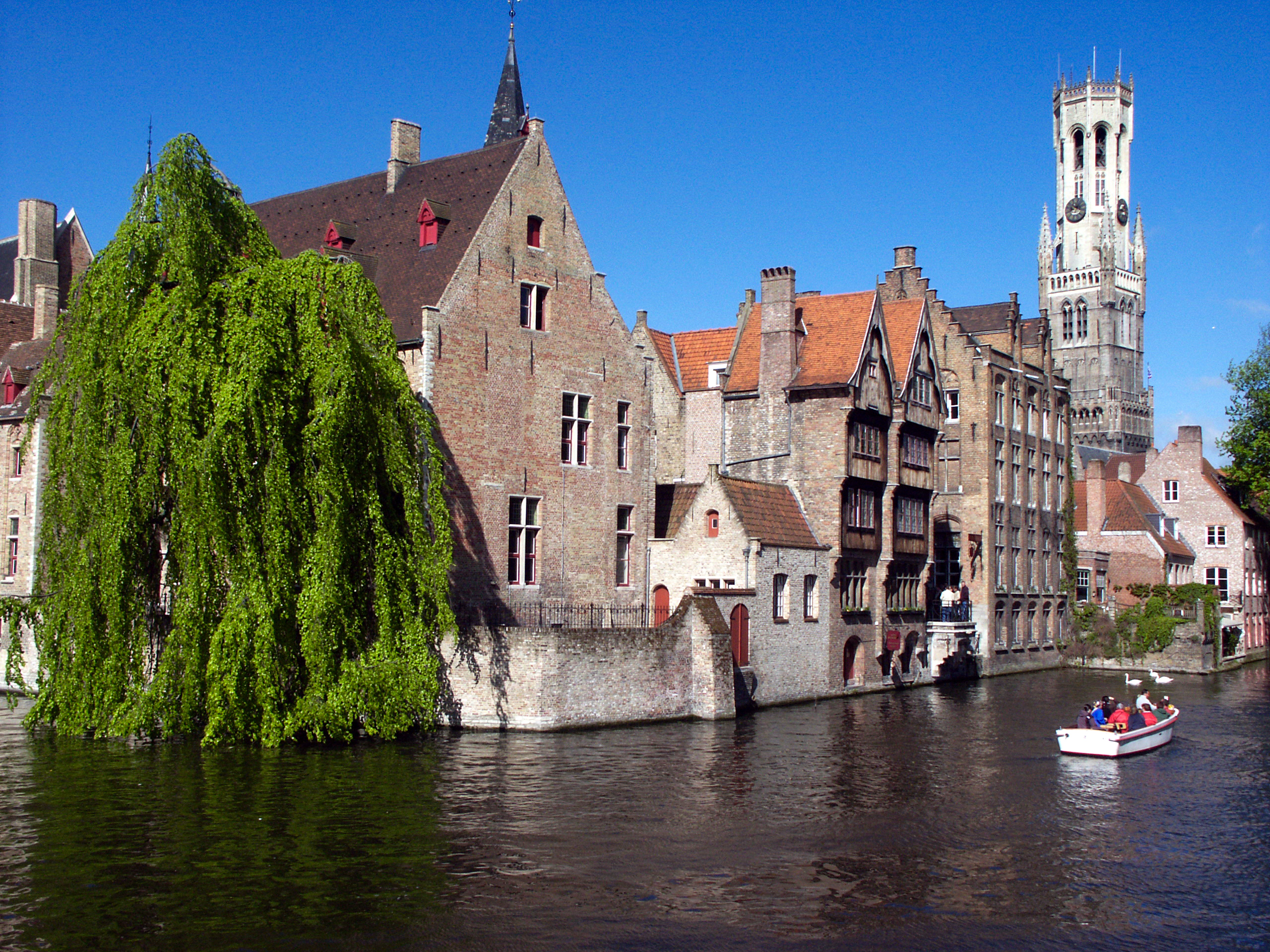
Canal urbà a Bruges.

### Canals interiors

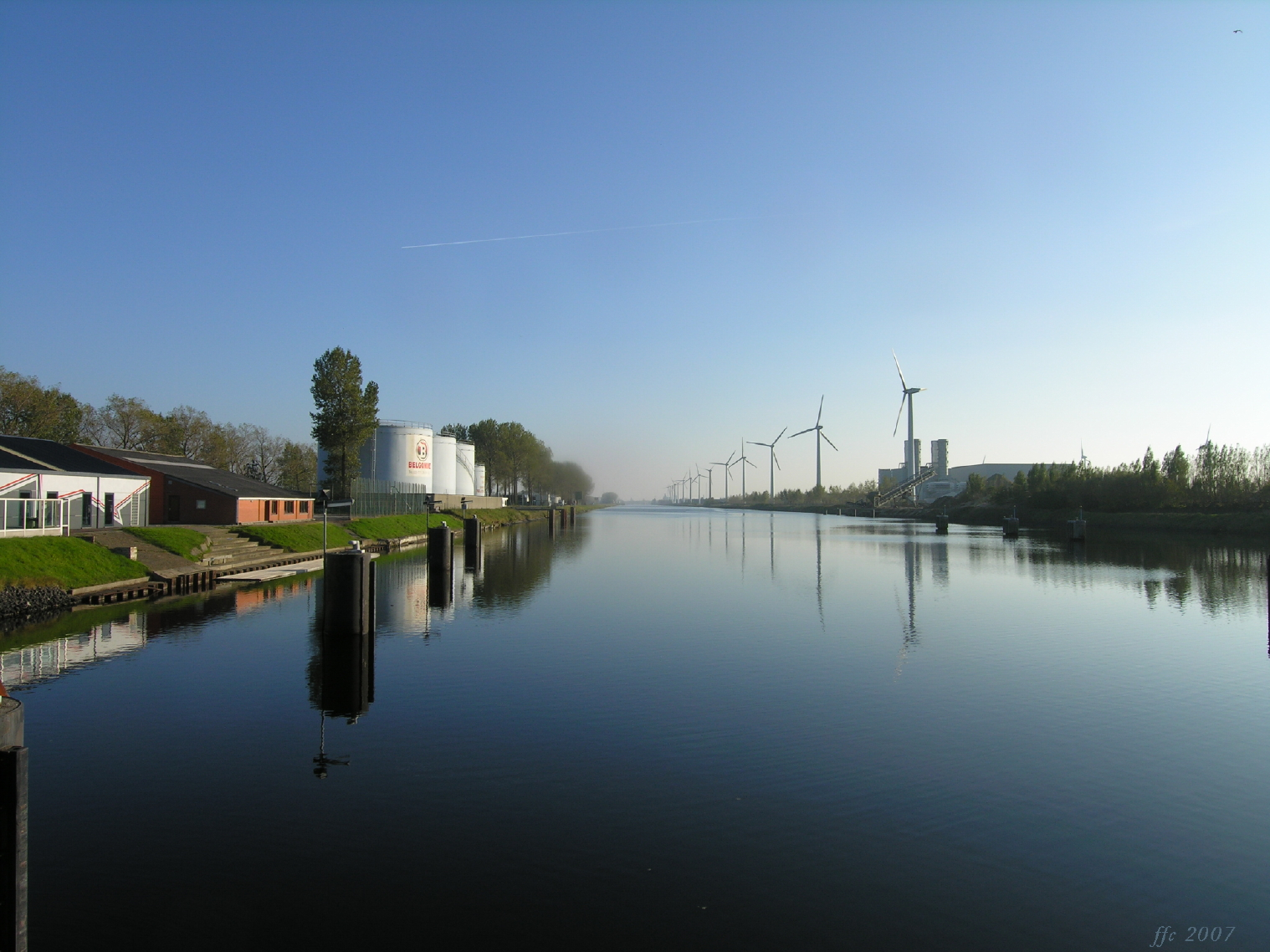
El canal Brugge-Zeebrugge a Dudzele
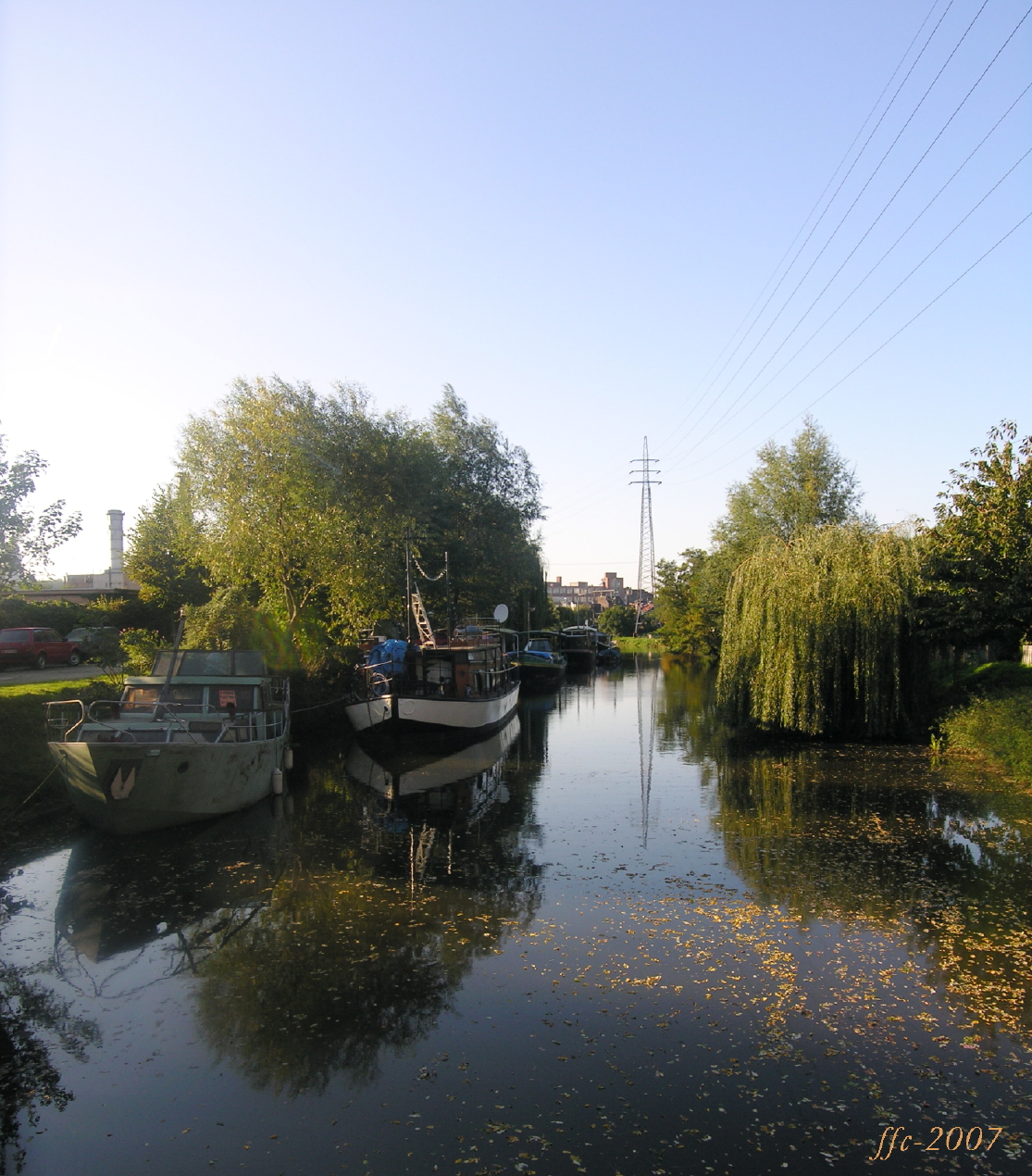
El canal de l'Ourthe a Lieja
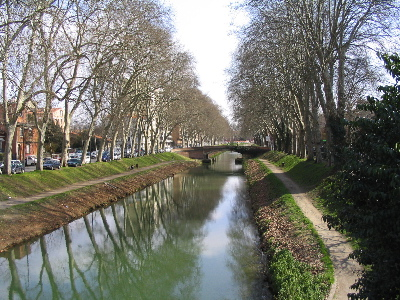
El canal del Migdia a prop de Tolosa
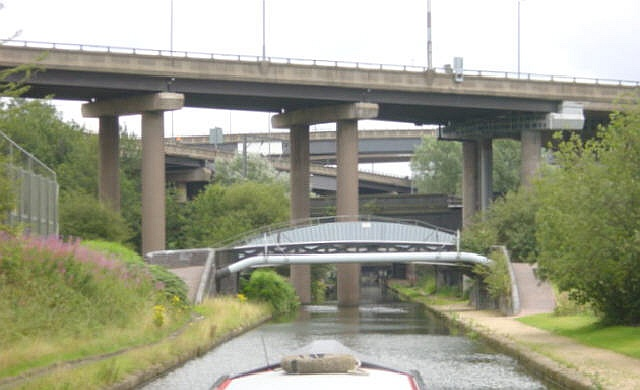
El Tame Valley canal a Birmingham.

### Canals marítims

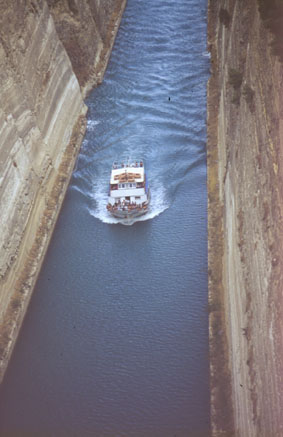
Canal de Corint.
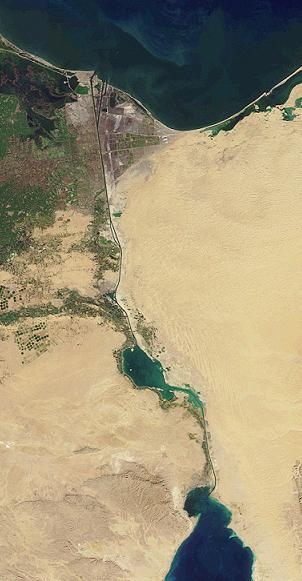
El Canal de Suez vist des de l'espai.
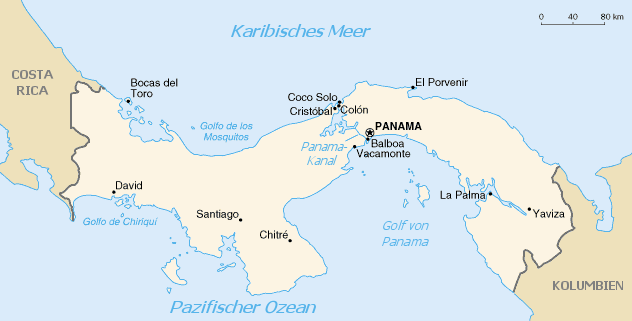
Localització geogràfica del Canal de Panamà.